# Veronika Kudermetova
Veronika Edujardovna Kudermetova (russisk: Вероника Эдуардовна Кудерметова; født 24. april 1997 i Kazan, Rusland) er en professionel kvindelig tennisspiller fra Rusland.